# 種子島郵便局
種子島郵便局（たねがしまゆうびんきょく）は鹿児島県西之表市にある郵便局。民営化前の分類では集配普通郵便局であった。

## 概要
住所：〒891-3199 鹿児島県西之表市西町61-1
民営化直前の集配業務再編において、多くの集配普通郵便局は統括センターとなったが、当局は配達センターとされたため、民営化後も郵便事業株式会社の支店は併設されず、集配センターが併設された。

## 沿革
- 1878年（明治11年） - 種子島西ノ表（たねがしまにしのおもて）郵便局（五等）として開設[1]。
- 1881年（明治14年） - 種子島ノ内西ノ表郵便局に改称。
- 1886年（明治19年）6月1日 - 再び、種子島西ノ表郵便局に改称。
- 1888年（明治21年）9月16日 - 為替・貯金取扱を開始。
- 1894年（明治27年）11月1日 - 西ノ表郵便局に改称。
- 1897年（明治30年）9月1日 - 西ノ表郵便電信局となる。
- 1903年（明治36年）4月1日 - 通信官署官制の施行に伴い西ノ表郵便局となる。
- 1912年（大正元年）8月1日 - 北種子（きたたね）郵便局に改称。
- 1940年（昭和15年）11月1日 - 種子島郵便局と改称する[2]。
- 1956年（昭和31年）10月11日 - 電話通話および和文電報受付事務の取扱を開始[3]。
- 1963年（昭和38年）11月 - 局舎新築落成。
- 1980年（昭和55年）4月1日 - 馬毛島簡易郵便局の一時閉鎖[4]に伴い、取扱事務を承継。
- 1992年（平成4年）3月15日 - 現和郵便局から集配業務を移管。
- 1999年（平成11年） - 外国通貨の両替および旅行小切手の売買に関する業務取扱を開始。
- 2004年（平成16年）6月6日 - 国上（くにがみ）郵便局（西之表市国上）から「891-32xx」区域の集配業務を移管[5]。
- 2007年（平成19年）10月1日 - 民営化に伴い、併設された郵便事業鹿児島支店種子島集配センターに一部業務を移管。
- 2012年（平成24年）10月1日 - 日本郵便株式会社発足に伴い、郵便事業鹿児島支店種子島集配センターを種子島郵便局に統合。
- 2016年（平成28年）2月8日 - 古田郵便局（西之表市古田）から「891-34xx」区域の集配業務を移管。

## 取扱内容
- 郵便、印紙、ゆうパック、内容証明
- 貯金、為替、振替、振込、国際送金、国債、投資信託
- 生命保険、バイク自賠責保険、自動車保険
- ゆうちょ銀行ATM2台
- 「891-31xx」「891-32xx」「891-34xx」区域（西之表市）の集配業務

## 風景印
- 図柄は馬毛島ソテツと種子島銃、忠孝碑。局目表記は「種子島」
- 使用開始日は1965年（昭和40年）7月5日

## 周辺
- 西之表市役所
- 西之表市民会館
- 鹿児島県熊毛支庁舎
- 国道58号

## アクセス
- 西之表港フェリーターミナルから東へ約600m（徒歩約7分）
- 大和バス・西之表市巡回バス 支庁下停留所下車にて徒歩2分ほど
- 駐車場あり：11台